# Copa de las Naciones de la OFC 2020
La Copa de las Naciones de la OFC 2020 hubiese sido la undécima edición del máximo torneo de fútbol a nivel selecciones de Oceanía. Se hubiese disputado en Nueva Zelanda entre el 6 y el 20 de junio.
Hubiesen participado ocho selecciones: Fiyi, Islas Salomón, Nueva Caledonia, Nueva Zelanda, Papúa Nueva Guinea, Tahití, Vanuatu y Samoa, divididas en dos grupos de cuatro equipos cada uno. Los dos primeros de cada grupo hubiesen avanzado a las semifinales, los ganadores hubieran avanzado a la final y el ganador de la final hubiera sido el campeón.
Sin embargo, el 21 de abril de 2020 la OFC anunció que debido a la pandemia de COVID-19 y la dificultad para reprogramar a otra fecha en el Calendario de partidos internacionales de la FIFA, el torneo sería cancelado momentáneamente para jugarlo en 2021.
El 4 de septiembre de 2020 la OFC desistió de realizar el torneo y fue cancelada definitivamente.

## Equipos participantes
| Equipos participantes | Equipos participantes | Equipos participantes | Equipos participantes |
| --------------------- | --------------------- | --------------------- | --------------------- |
| Fiyi                  | Islas Salomón         | Nueva Caledonia       | Nueva Zelanda         |
| Papúa Nueva Guinea    | Tahití                | Vanuatu               | Samoa                 |

## Sedes
| Auckland              | Auckland         |
| --------------------- | ---------------- |
| North Harbour Stadium | The Trusts Arena |
| Capacidad: 25,000     | Capacidad: 4,901 |
|                       |                  |